# دوري كازاخستان الممتاز 2016
دوري كازاخستان الممتاز 2016 (بالروسية: Чемпионат Казахстана по футболу 2016)‏ هو الموسم 25 من  دوري كازاخستان الممتاز. أقيم خلال الفترة 13 مارس 2016 وحتى 5 نوفمبر 2016، وأشرف على تنظيمه اتحاد كازاخستان لكرة القدم، وكان عدد الأندية المشاركة فيه  12، وفاز فيه نادي أستانا.